# Ferrari 156 F1
Ferrari 156 är en formel 1-bil, tillverkad av den italienska biltillverkaren Ferrari mellan 1961 och 1964.

## Bakgrund
I slutet av femtiotalet stod det klart att Ferraris frontmotorbil Dino 246 inte längre kunde matcha de brittiska konkurrenternas mittmotorbilar. Under säsongen 1960 visade Ferrari upp prototypen 246P, byggd enligt den nya principen och till säsongen 1961, när den nya 1,5-litersformeln började gälla, hade Carlo Chiti tagit fram en konkurrentkraftig bil.

## Utveckling

### 156 F1
Ferrari 156 var uppbyggd på samma sätt som 246P, runt en burram, men med den mindre och svagare motorn var även bilens ytterdimensioner mindre. Ferrari startade säsongen med den äldre Dino-motorn från företrädaren, men till Monacos Grand Prix stod Chitis nya V6-motor klar. Chitis motor hade en vinkel på 120° mellan cylinderbankarna, vilket gav en kompakt motor med låg tyngdpunkt. Den låga motorn gjorde att karossen kunde byggas låg och bred baktill. Fronten hade ett tvådelat luftintag till kylaren, vilket gav upphov till bilens smeknamn ”Sharknose”. Ferraribilen led av sämre väghållning än de brittiska konkurrenterna, men detta kompenserades mer än väl av Chitis starka motor.
Under hösten 1961 skakades Ferrari av en palatsrevolution, då ett flertal nyckelmedarbetare lämnade företaget sedan de tröttnat på Enzo Ferraris diktatoriska ledarstil. Carlo Chiti och Gran turismo- och sportvagnskonstruktören Giotto Bizzarrini hoppade av och startade ATS, i direkt konkurrens med sin förre arbetsgivare.
Ferrari utsåg den unge Mauro Forghieri till ny chefskonstruktör, men med organisationen åderlåten på sina främsta talanger var det inte mycket han kunde åstadkomma inför 1962. Konkurrenterna hade kommit ifatt även på motorsidan och under året drabbades stallet av flera strejker som en del i en pågående konflikt på den italienska arbetsmarknaden. Säsongen 1962 blev en av de sämsta i stallets historia och Ferrari drog sig ur mästerskapet efter Italiens Grand Prix.
Till 1963 hade Forghieri, tillsammans med veteranen Vittorio Jano, tagit fram ett förbättrat chassi med nya hjulupphängningar. Genom att förse motorn med bränsleinsprutning fick man ut högre effekt.

### 156 Aero
Vid Italiens Grand Prix 1963 introducerades Forghieri den nya bil som skulle användas från 1964. Ferrari 156 Aero hade en självbärande front/sittbrunn som bar upp framhjulsupphängningen. Motorn och transmissionen var skruvad direkt mot sittbrunnen och bar upp den bakre hjulupphängningen. Ferrari lät sina yngre förare tävla med den sexcylindriga bilen under 1964, medan stallets främsta förare körde den nya 158-modellen.

## Tekniska data
| Tekniska data           | 156 F1                                                                | 156/63                                                                                 | 156 Aero                                                                               |
| ----------------------- | --------------------------------------------------------------------- | -------------------------------------------------------------------------------------- | -------------------------------------------------------------------------------------- |
| Motor:                  | Mittmonterad 120° 6-cylindrig V-motor                                 | Mittmonterad 120° 6-cylindrig V-motor                                                  | Mittmonterad 120° 6-cylindrig V-motor                                                  |
| Cylindervolym:          | 1477 cm³                                                              | 1477 cm³                                                                               | 1477 cm³                                                                               |
| Borrning x slaglängd:   | 73,0 x 58,8 mm                                                        | 73,0 x 58,8 mm                                                                         | 73,0 x 58,8 mm                                                                         |
| Kompression:            | 9,8:1                                                                 | 9,8:1                                                                                  | 9,8:1                                                                                  |
| Max effekt vid varvtal: | 190 hk vid 9 500 v/min                                                | 205 hk vid 10 500 v/min                                                                | 205 hk vid 10 500 v/min                                                                |
| Ventilstyrning:         | Dubbla överliggande kamaxlar per cylinderrad, 2 ventiler per cylinder | Dubbla överliggande kamaxlar per cylinderrad, 2 ventiler per cylinder                  | Dubbla överliggande kamaxlar per cylinderrad, 2 ventiler per cylinder                  |
| Bränslesystem:          | 2 st Weber 40 IF3C                                                    | Bosch bränsleinsprutning                                                               | Bosch bränsleinsprutning                                                               |
| Växellåda:              | 5-växlad manuell                                                      | 6-växlad manuell                                                                       | 6-växlad manuell                                                                       |
| Hjulupphängning fram:   | Dubbla tvärlänkar, skruvfjädrar                                       | Dubbla tvärlänkar, skruvfjädrar                                                        | Dubbla tvärlänkar, skruvfjädrar                                                        |
| Hjulupphängning bak:    | Dubbla tvärlänkar, skruvfjädrar                                       | Övre tvärlänk, undre triangellänk, dubbla längslänkar, skruvfjädrar, krängningshämmare | Övre tvärlänk, undre triangellänk, dubbla längslänkar, skruvfjädrar, krängningshämmare |
| Bromsar:                | Hydrauliska skivbromsar                                               | Hydrauliska skivbromsar                                                                | Hydrauliska skivbromsar                                                                |
| Chassi & kaross:        | Fackverksram med aluminiumkaross                                      | Fackverksram med aluminiumkaross                                                       | Självbärande monocoque                                                                 |
| Hjulbas:                | 230 cm                                                                | 238 cm                                                                                 | 238 cm                                                                                 |
| Torrvikt:               | 420 kg                                                                | 460 kg                                                                                 | 460 kg                                                                                 |
| Torrfart:               | 260 km/h                                                              |                                                                                        |                                                                                        |

## Tävlingsresultat

### Formel 1-VM 1961
Säsongen 1961 utvecklades till en kamp om förartiteln mellan Phil Hill och Wolfgang von Trips, som vann två lopp var. Vid Frankrikes Grand Prix gick det så hett till att fabriksförarna tvingades bryta tävlingen, en efter en. Segern gick istället till Giancarlo Baghetti, som därmed vann sitt debutlopp i en Ferrari med den äldre Dino-motorn, anmäld av det privata FISA -stallet.
Kampen om förartiteln fick en sorglig upplösning vid säsongens näst sista tävling, Italiens Grand Prix på Monza, när von Trips omkom i en olycka som även krävde femton åskådares liv. Ferrari valde efter olyckan att avstå från sista tävlingen, USA:s Grand Prix.
Phil Hill blev världsmästare 1961, med von Trips på en postum andraplats. I konstruktörsmästerskapet tog Ferrari hem sin första titel.

### Formel 1-VM 1962

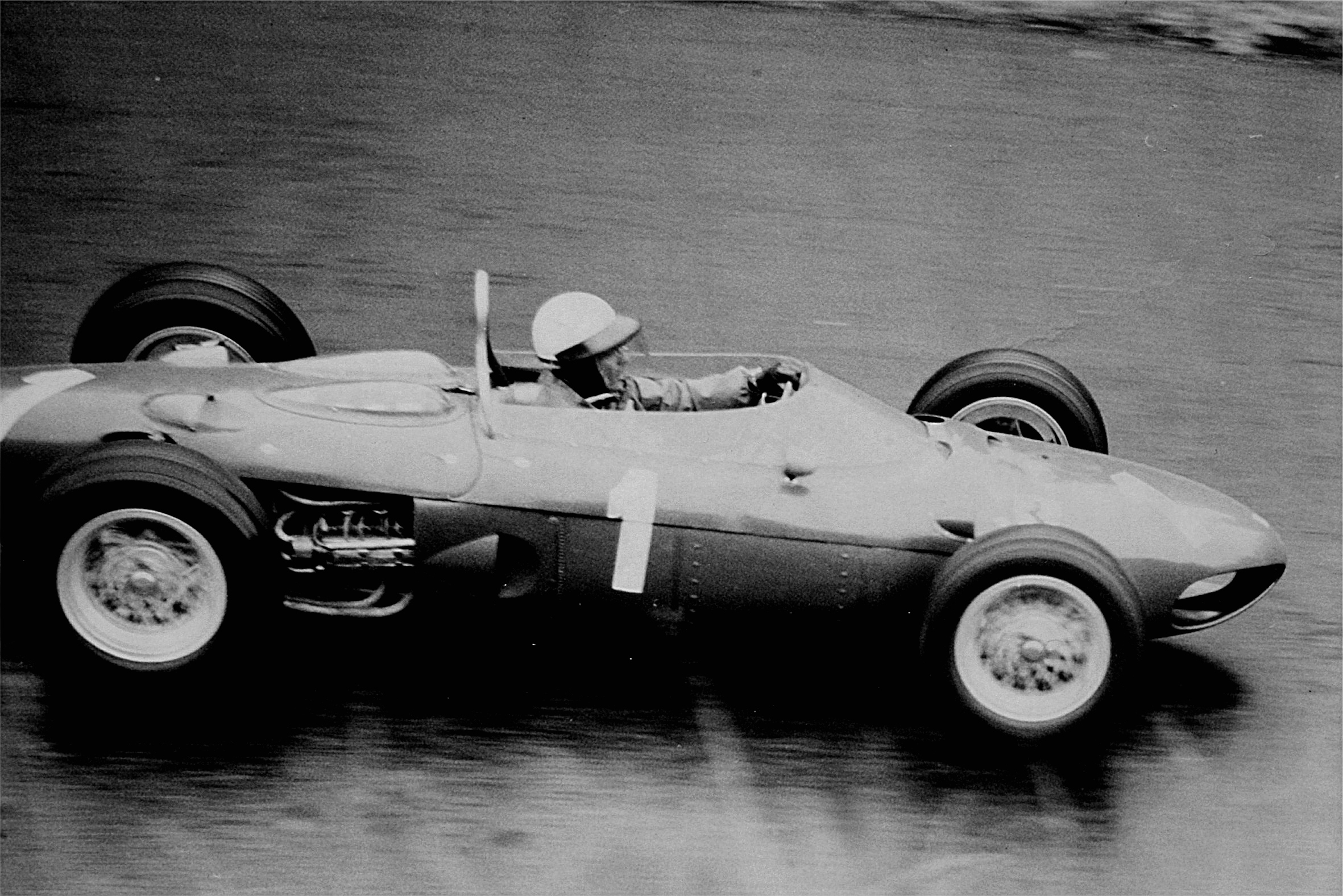
Phil Hill i en Ferrari 156 vid Tysklands Grand Prix 1962.

Efter problemen beskrivna här ovan blev säsongen 1962 en av de sämsta i stallets historia. Bästa resultat blev en andraplats för Phil Hill i Monacos Grand Prix. Ferrari gav till slut upp säsongen och drog sig ur mästerskapet efter Italiens Grand Prix. Enzo Ferrari löste kontrakten med sina förare Hill och Giancarlo Baghetti, som gick vidare till ATS.
I förarmästerskapet blev Hill bäste Ferrariförare på sjätte plats och i konstruktörsmästerskapet slutade Ferrari på en femteplats.

### Formel 1-VM 1963
Säsongen 1963 kom Scuderia Ferrari tillbaka med en uppdaterad bil och nya förare. John Surtees vann ett lopp under säsongen, Tysklands Grand Prix.
Surtees blev bäste Ferrariförare med en fjärdeplats och stallet slutade fyra i konstruktörsmästerskapet.

### Formel 1-VM 1964
Säsongen 1964 tävlade Ferrari huvudsakligen med 158-modellen, men Lorenzo Bandini tog även en seger i Österrikes Grand Prix med 156 Aero.
Bandini slutade sedan fyra i förarmästerskapet.